# Anastazija Taranova-Potapova
Anastazija Valerjevna Taranova-Potapova (rusko Анастасия Валерьевна Таранова-Потапова), ruska atletinja, * 6. september 1985, Volgograd, Sovjetska zveza.
Ni nastopila na poletnih olimpijskih igrah. Na evropskih dvoranskih prvenstvih je osvojila naslov prvakinje leta 2009.